# San Cristóbal de los Guajes
San Cristóbal de los Guajes är en ort i Mexiko.   Den ligger i kommunen Turicato och delstaten Michoacán de Ocampo, i den södra delen av landet, 250 km väster om huvudstaden Mexico City. San Cristóbal de los Guajes ligger 972 meter över havet och antalet invånare är 216.
Terrängen runt San Cristóbal de los Guajes är lite bergig. Runt San Cristóbal de los Guajes är det ganska glesbefolkat, med 25 invånare per kvadratkilometer. Närmaste större samhälle är Cuitzián Grande, 13,3 km öster om San Cristóbal de los Guajes. I omgivningarna runt San Cristóbal de los Guajes växer huvudsakligen savannskog.